# Anh Dũng (phường)
Anh Dũng là một phường thuộc quận Dương Kinh, thành phố Hải Phòng, Việt Nam.

## Địa lý
Địa giới hành chính phường Anh Dũng: 
- Phía Đông giáp phường Hải Thành, quận Dương Kinh và quận Hải An
- Phía Tây giáp phường Hưng Đạo
- Phía Nam giáp huyện Kiến Thụy và phường Hòa Nghĩa, quận Dương Kinh
- Phía Bắc giáp các quận Ngô Quyền, Lê Chân.

Phường này có 707,86 ha diện tích tự nhiên và 6.996 người.